# Hyalurga chthonophyle
Hyalurga chthonophyle là một loài bướm đêm thuộc phân họ Arctiinae, họ Erebidae.